# Grote Prijs Lucien Van Impe 2024
De derde editie van de wielerwedstrijd Grote Prijs Lucien Van Impe voor vrouwen vond plaats op 22 augustus 2024. De wedstrijd startte en finishte in Erpe-Mere, was 140,1 kilometer lang en had de categorie 1.2. De Nederlandse Evy Kuijpers won in een sprint-à-deux van de Wit-Russische Anastasija Kolesava, die vanwege de Russische invasie van Oekraïne onder een neutrale vlag deelnam. Vijf seconden later sprintte de eveneens Nederlandse Sofie van Rooijen naar de derde plek.

## Uitslag
| Plaats  | Naam                   | Ploeg                  | Tijd     |
| ------- | ---------------------- | ---------------------- | -------- |
| Winnaar | Evy Kuijpers           | Fenix-Deceuninck       | 3u31'11" |
| 2       | Anastasija Kolesava    | Canyon//SRAM Gen.      | z.t.     |
| 3       | Sofie van Rooijen      | VolkerWessels          | + 5"     |
| 4       | Martina Alzini         | Cofidis                | z.t.     |
| 5       | Marthe Truyen          | Fenix-Deceuninck       | z.t.     |
| 6       | Chiara Consonni        | UAE Dev.               | z.t.     |
| 7       | Alice McWilliam        | Hess                   | z.t.     |
| 8       | Noä Jansen             | Liv AlUla Jayco Conti. | z.t.     |
| 9       | India Grangier         | Coop-Repsol            | z.t.     |
| 10      | Fiona Mangan           | Cynisca                | z.t.     |
| 11      | Henrietta Colborne     | GT Krush Rebel Lease   | z.t.     |
| 12      | Vittoria Grassi        | Bepink-Bongioanni      | z.t.     |
| 13      | Sterre Vervloet        | Lotto Dstny            | z.t.     |
| 14      | Danique Braam          | Chevalmeire            | z.t.     |
| 15      | Ellen Hjøllund Klinge  | Carbonbike Giordana    | z.t.     |
| 16      | Meike Uiterwijk Winkel | GT Krush Rebel Lease   | z.t.     |
| 17      | Monica Greenwood       | Coop-Repsol            | z.t.     |
| 18      | Aidi Gerde Tuisk       | Coop-Repsol            | z.t.     |
| 19      | Silvia Magri           | Komugi-Grand Est       | z.t.     |
| 20      | Helena Bieber          | Maxx-Solar Rose        | z.t.     |